# لو یی-چینگ
لو یی-چینگ (انگلیسی: Lu Yi-ching؛ زادهٔ ۲۳ اکتبر ۱۹۵۸) هنرپیشه زن اهل تایوان است.
از فیلم‌هایی که در آن نقش داشته می‌توان به زنده‌باد عشق، صورت، آنجا ساعت چند است؟، رود، ابر سرکش و سگ‌های ولگرد اشاره کرد.